# Rue Georges-Leclanché
Pour les articles homonymes, voir Leclanché (homonymie).
La rue Georges Leclanché est une voie du 15e arrondissement de Paris, en France.

## Situation et accès
La rue Georges Leclanché est une voie publique située dans le 15e arrondissement de Paris. Elle débute au 12, rue Aristide-Maillol et se termine rue André-Gide.

## Origine du nom

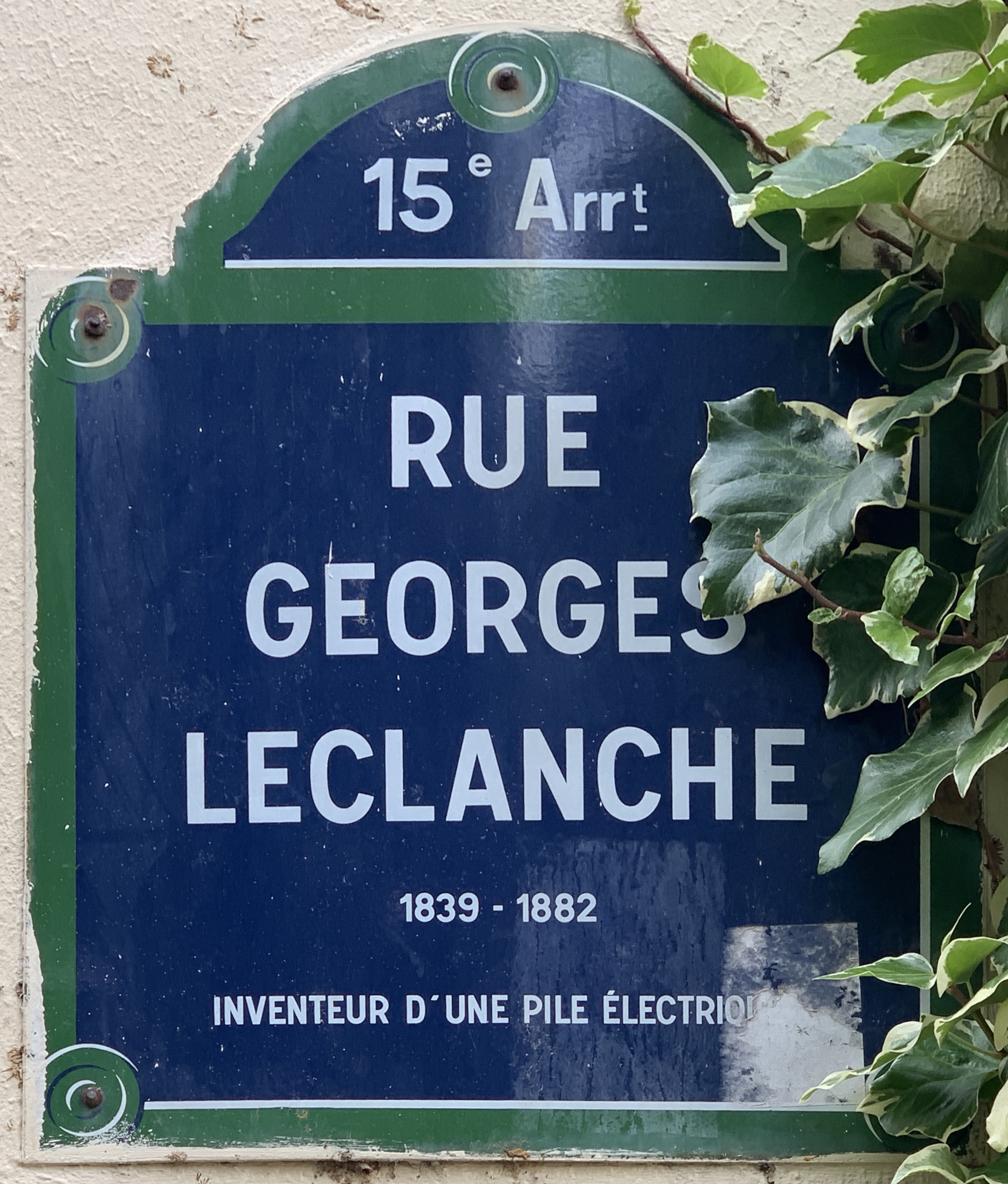
Plaque de la rue.

La rue a été nommée en 1985 en l'honneur de Georges Leclanché (1839-1882), ingénieur français, inventeur de la pile Leclanché.

## Historique
La voie, créée sous le nom provisoire de « voie AV/15 », prend sa dénomination actuelle le 18 novembre 1985. 